# Caffè degli Specchi
Il Caffè degli Specchi è un locale storico sito a Trieste, in Piazza Unità d'Italia. Si trova  all'interno di Palazzo Stratti, fatto costruire dal commerciante di origine greca Niccolò Stratti.

## Storia

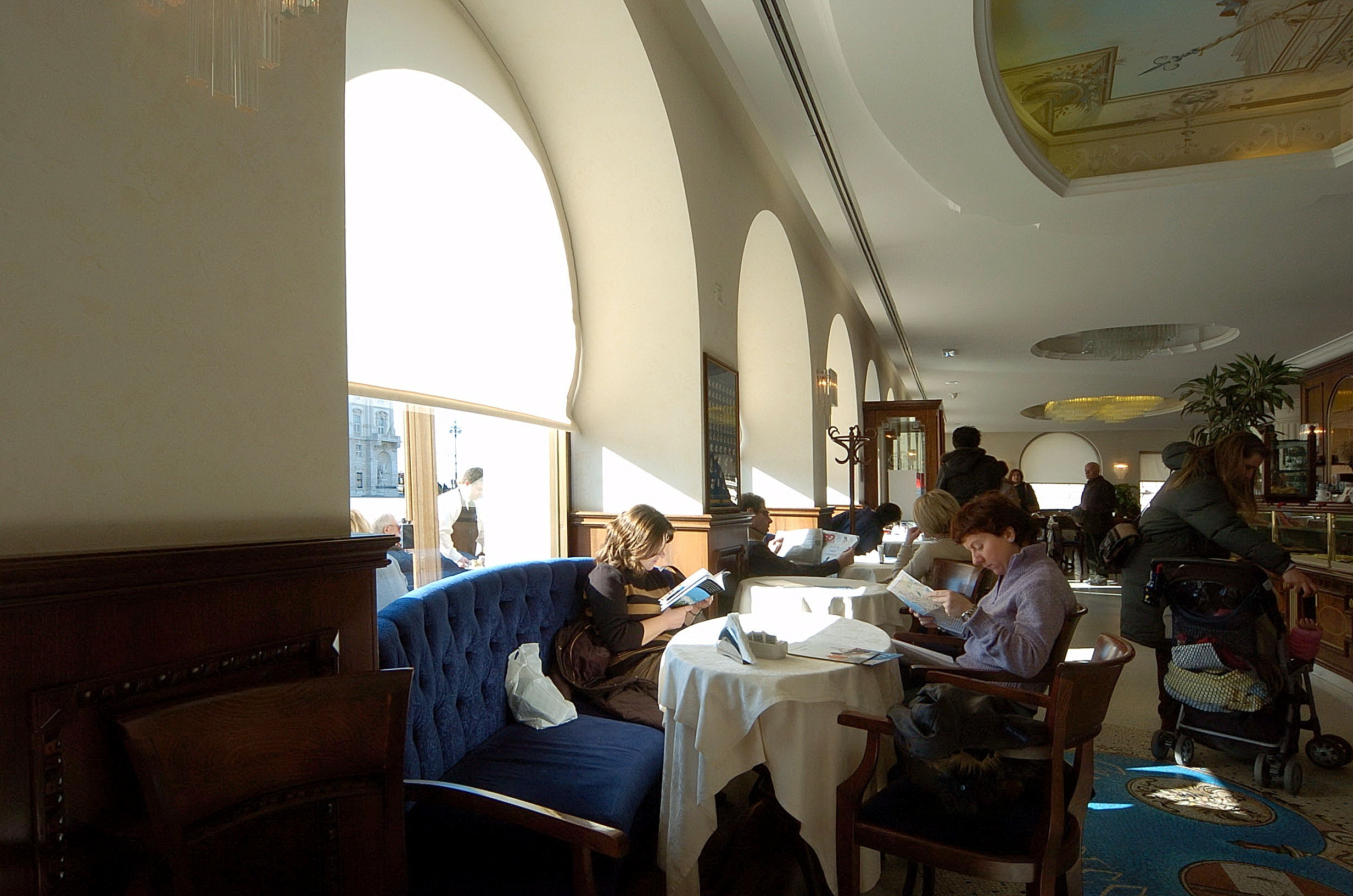
L’interno del caffè

Fondato nel 1839, è l'unico rimasto tra i quattro caffè di quella che un tempo si chiamava Piazza Grande. Nell'Ottocento il Caffè degli Specchi fu ritrovo degli irredentisti e durante il secondo dopoguerra divenne quartier generale della Royal Navy. È chiamato così poiché, fin dai tempi della sua apertura, era tradizione incidere gli avvenimenti storici più importanti su specchi o lastre di vetro. Di questi si sono conservati solamente tre esemplari.